# Ehrwalder Becken
Koordinaten: 47° 24′ 2″ N, 10° 54′ 4″ O

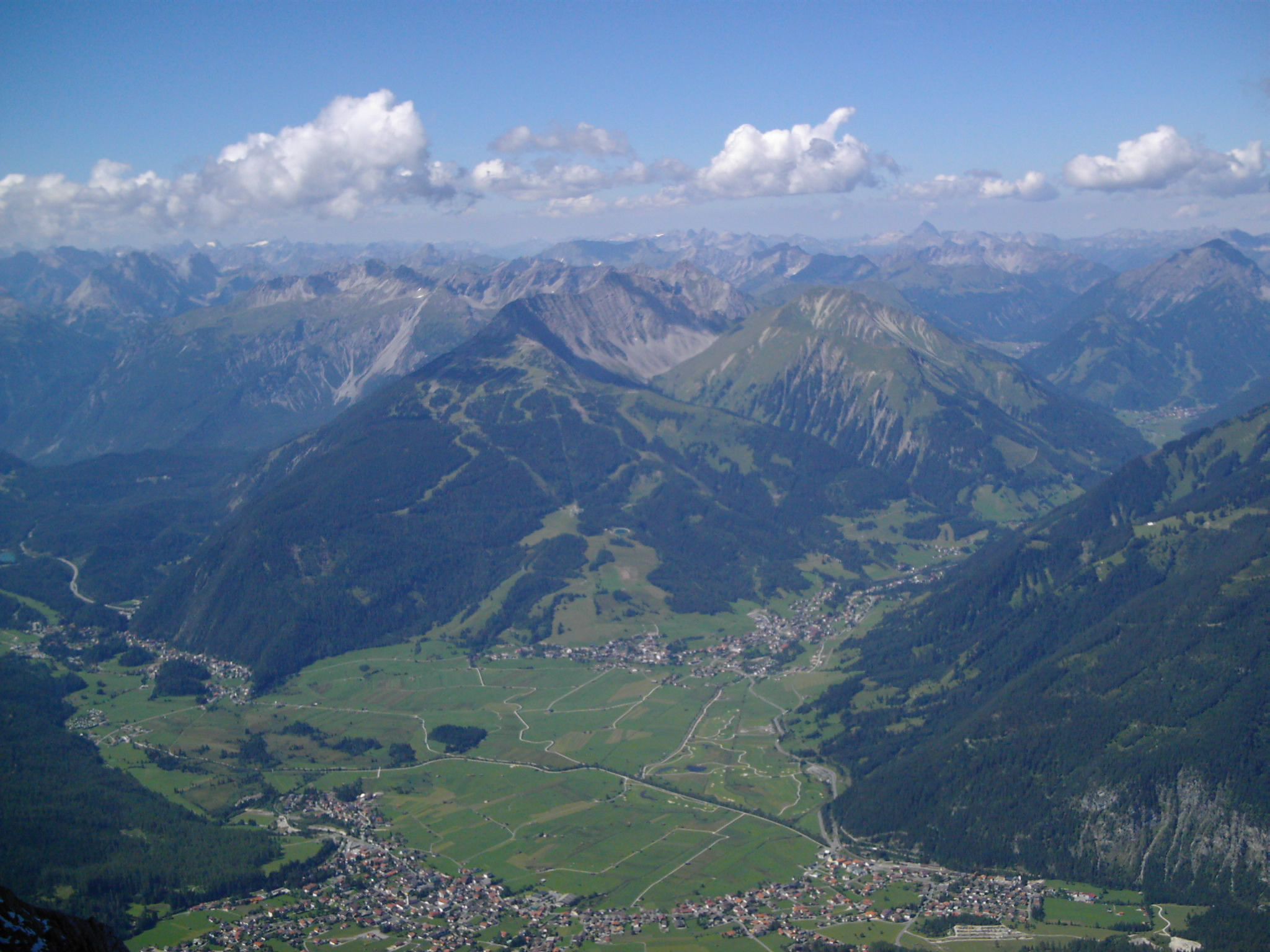
Blick auf das Ehrwalder Becken von der Zugspitze

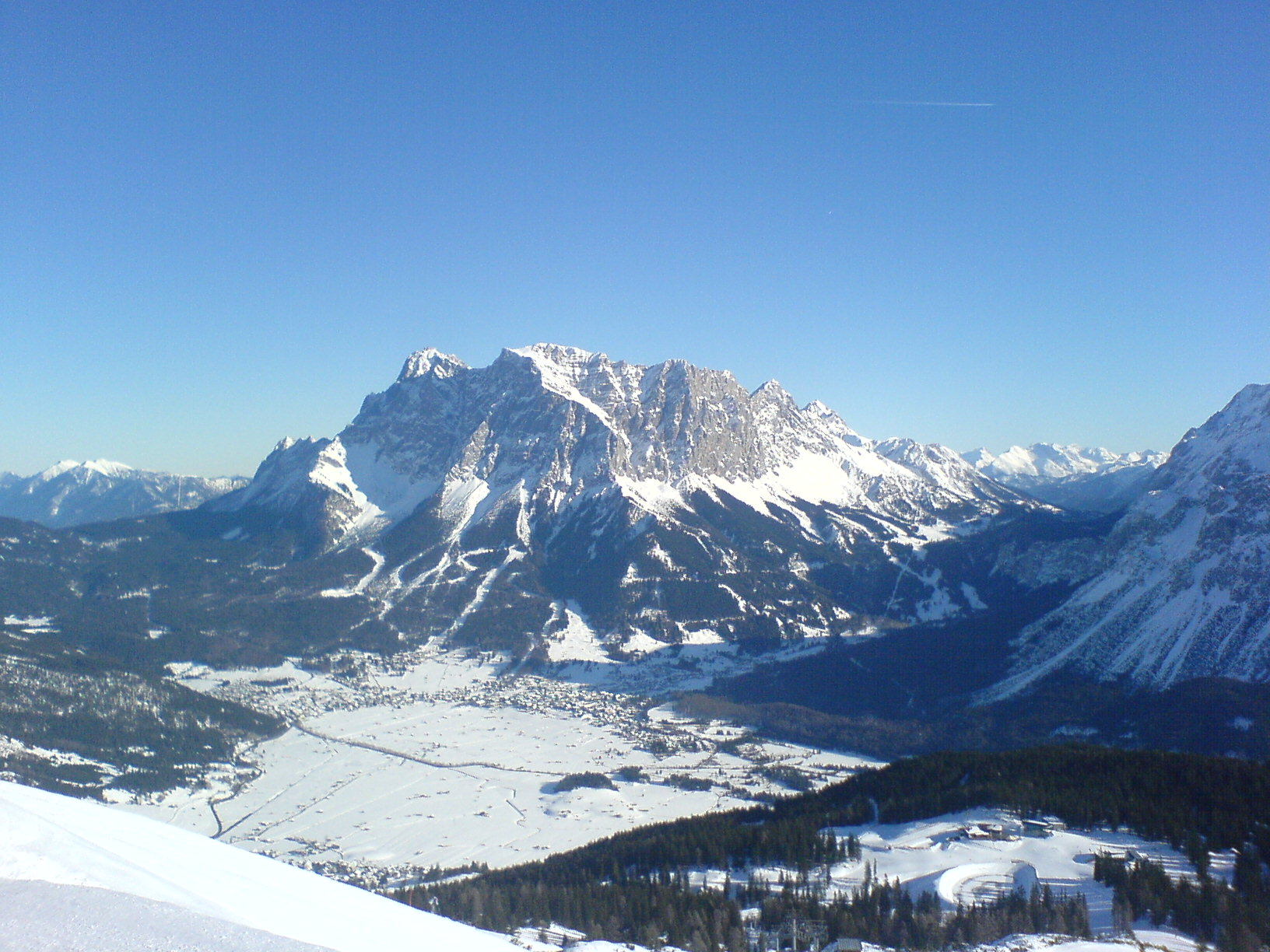
Das Ehrwalder Becken mit dem Wettersteingebirge

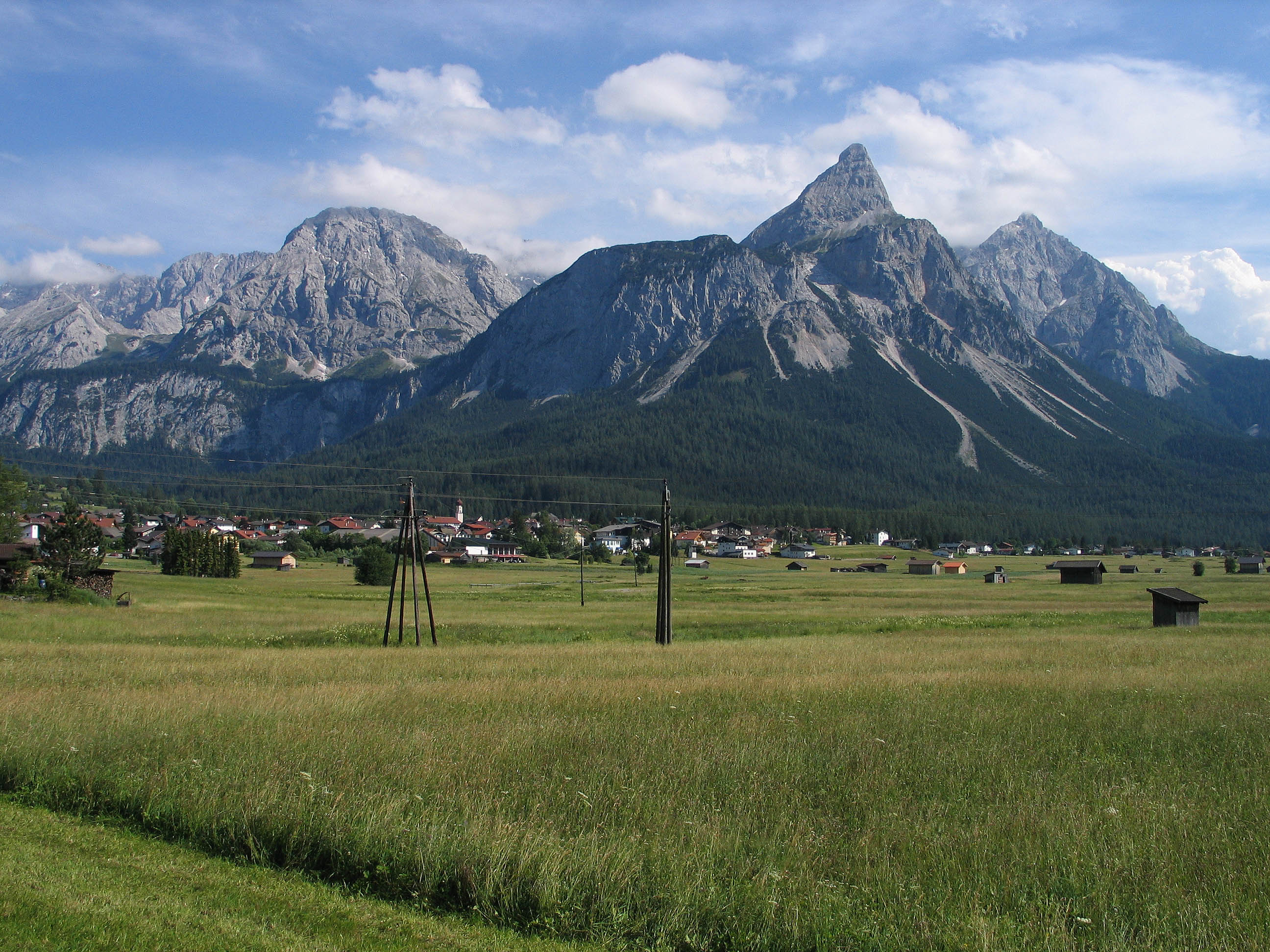
Das Ehrwalder Becken Richtung Süden mit Ehrwald und Sonnenspitze

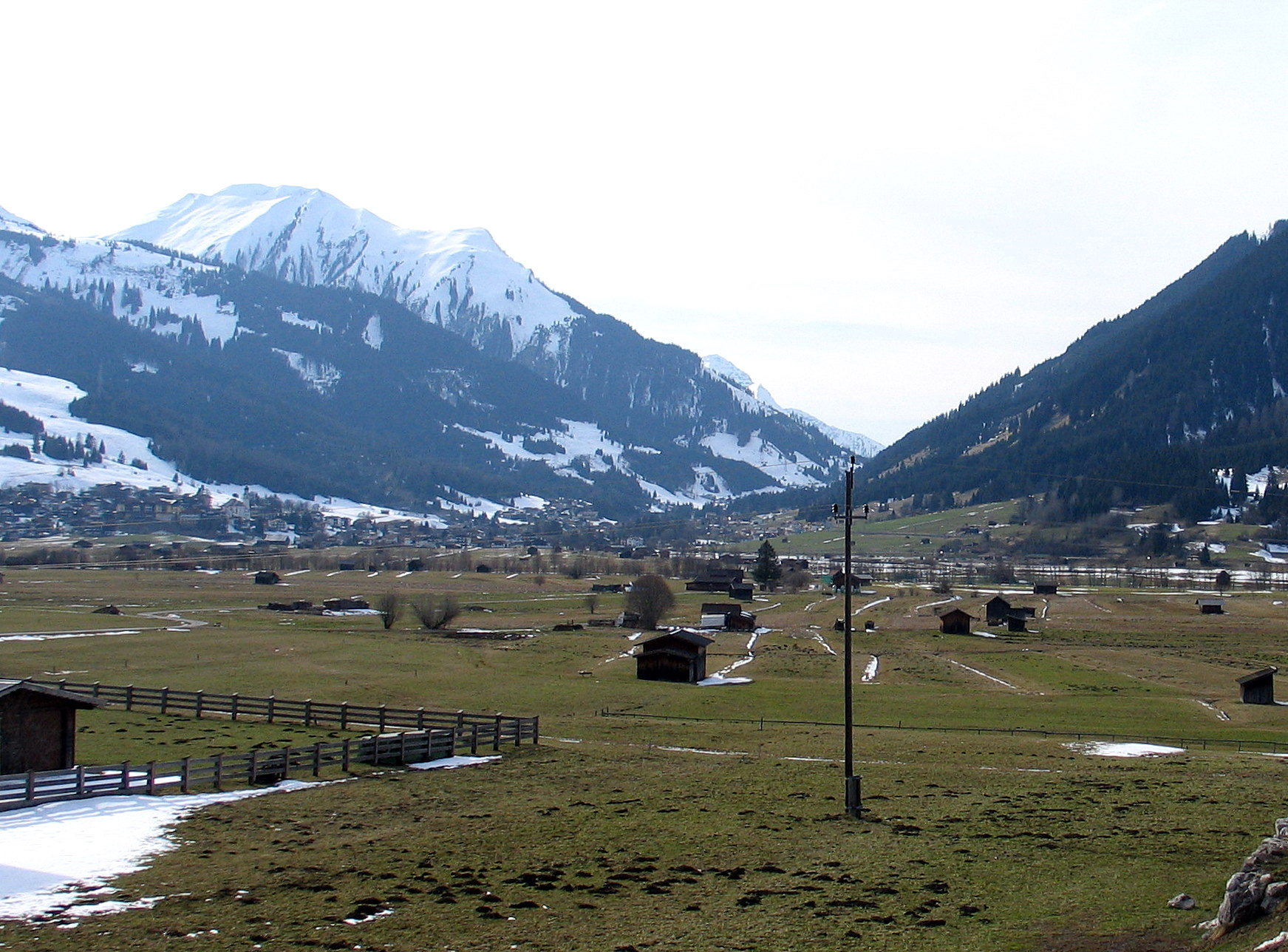
Im Lermooser Moos

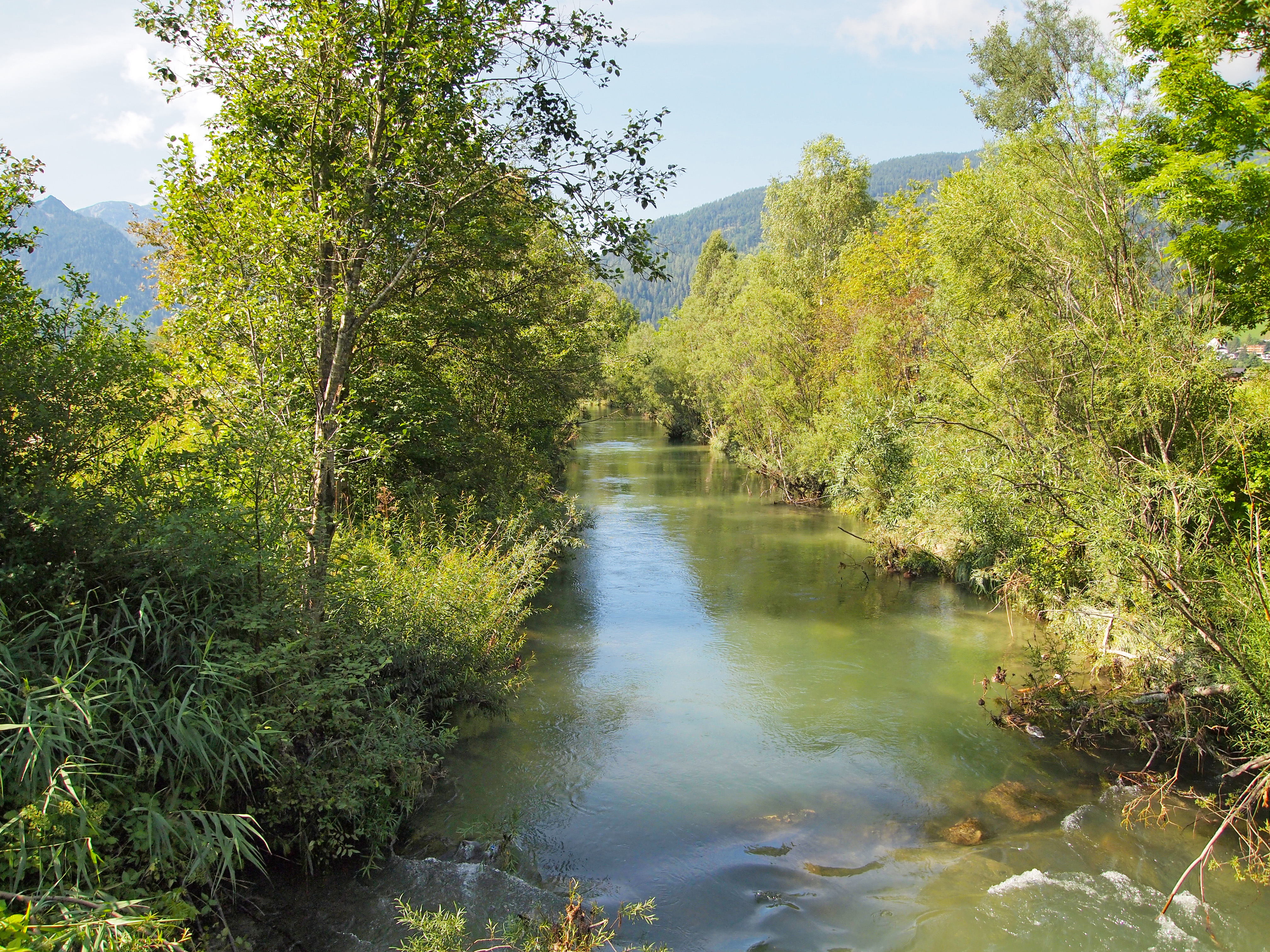
Die Loisach im Ehrwalder Becken

Das Ehrwalder Becken ist ein weiter Talkessel im Tiroler Außerfern. Den Großteil davon nimmt ein teilweise trockengelegtes Moorgebiet, das Lermooser Moos, ein. Teile davon bilden das Naturschutzgebiet Ehrwalder Becken, das eine große Vielfalt an gefährdeten Tier- und Pflanzenarten beherbergt.

## Lage und Landschaft
Das Ehrwalder Becken ist ca. 3,5 km² groß und liegt auf einer Höhe von 963 m ü. A. Es wird umrahmt vom Wettersteingebirge mit dem markanten Zugspitzmassiv im Nordosten, der Mieminger Kette mit der Sonnenspitze im Südosten, den Lechtaler Alpen mit dem Grubigstein im Südwesten und den Ammergauer Alpen mit dem Daniel im Nordwesten. 
Der Boden ist flach, nur einzelne bewaldete Tomahügel ragen heraus. Der Tummebichl als höchster davon erhebt sich mit 996 m ü. A. rund 30 Meter über den Talboden.
Das Becken wird von Süd nach Nord von der begradigten Loisach durchflossen. Ihr fließen zahlreiche kleinere Bäche von den umliegenden Hängen zu, die früher großteils im Moor versickerten. Größere Zuflüsse sind der Geißbach von rechts aus dem Gaistal und der Lussbach von links aus dem Zwischentoren. Bedingt durch das Feuchtgebiet befinden sich die Siedlungen am Rand des Beckens: das namensgebende Ehrwald im Osten, Biberwier im Süden und Lermoos im Westen.
Verkehrsverbindungen bestehen im Süden über den Fernpass zum Inntal, im Nordwesten durchs Zwischentoren ins Lechtal, im Norden entlang der Loisach nach Garmisch-Partenkirchen und (ohne Straßenverbindung) im Osten über die Ehrwalder Alm ins Gaistal und weiter in die Leutasch. Der Großteil des Durchgangsverkehrs wird heute durch den Lermooser Tunnel am Becken vorbeigeführt. Am Nordrand führt die Außerfernbahn entlang.

## Geschichte
Vermutlich entwässerte die Loisach ursprünglich Richtung Süden durch das Gurgltal zum Inn. Durch einen gewaltigen Bergsturz vor rund 4100 Jahren wurde der heutige Fernpass aufgeschüttet und der Abfluss der Loisach versperrt. Dadurch bildete sich im heutigen Ehrwalder Becken ein See, der schließlich einen Abfluss nach Norden ins Werdenfelser Becken fand, verlandete und so das Moor bildete.
Die Römer bauten die Via Claudia Augusta als Prügelweg mitten durch das Moor, wofür tausende Baumstämme schwimmend im Moorboden verlegt wurden. Im Moor konservierte Reste der Straße mit einer Breite von rund 7 m wurden im 20. Jahrhundert entdeckt. Dendrochronologischen Untersuchungen zufolge wurde die Straße vermutlich im Jahr 46 erbaut und über 300 Jahre lang, bis ca. 374, instand gehalten.
Im 16. Jahrhundert wollte Erzherzog Ferdinand II. das Becken wieder zu einem See aufstauen und auf dem dann als Insel herausragenden Tummebichl ein Lustschloss errichten lassen, ließ aber auf Bitten der betroffenen Gemeinden davon ab.
Um das Gebiet landwirtschaftlich besser nutzen zu können, wurde im 19. Jahrhundert mit der Trockenlegung des Moores mithilfe von Entwässerungsgräben begonnen, die Arbeiten wurden in den 1930er Jahren abgeschlossen.

## Naturschutzgebiet
Ein 28,6 ha großer Bereich wurde 1991 unter Schutz gestellt. Zum Naturschutzgebiet Ehrwalder Becken gehört neben dem zentralen Teil der Moorlandschaft auch ein rund 800 m langer Altarm der Loisach im Norden des Beckens.
Im zentralen Bereich des Feuchtgebietes befindet sich ein Übergangsmoor, das von einem Kleinseggen-Niedermoor und Pfeifengraswiesen umgeben ist.
Zu den typischen Pflanzenarten im Übergangsmoor zählen Torfmoose, Gewöhnliche Moosbeere, Scheidiges Wollgras, Rosmarinheide und Rundblättriger Sonnentau. Im Kleinseggenmoor finden sich zahlreiche Orchideenarten wie Breitblättriges Knabenkraut, Sumpf-Glanzkraut und Sumpf-Stendelwurz, weiters Schwertlilien, Lungenenzian und Mehl-Primel.
Das Schutzgebiet ist auch ein wichtiger Lebensraum für Insekten, darunter 126 Schmetterlingsarten. Im gesamten Gebiet wurden 51 Vogelarten nachgewiesen, von denen zahlreiche auf den Roten Listen gefährdeter Tierarten in Tirol bzw. Österreich aufscheinen. Insbesondere der Altarm der Loisach bietet gute Brutbedingungen für Vögel, hier finden sich u. a. Braunkehlchen, Neuntöter, Sumpfrohrsänger, Baumpieper, Hänfling und Karmingimpel.